# Manfred Caspari
Manfred Caspari (* 27. Januar 1925 in Dresden; † 27. Mai 2010 in München) war ein deutscher Volkswirtschaftler.

## Werdegang
Caspari studierte Volkswirtschaft und promovierte 1958 an der Universität Tübingen. Zwischen 1951 und 1955 war er zunächst für die Mineralölgesellschaft Esso AG tätig, wechselte 1956 in das Bundeswirtschaftsministerium, wo er 1958 Leiter des Referates für Preispolitik wurde.
Von 1963 bis 1968 war er stellvertretender Kabinettschef des europäischen Wettbewerbskommissars Hans von der Groeben und koordinierte die Steuer- und Rechtsharmonisierung. Von 1968 bis 1970 war er als Kabinettschef für den Inneren Markt und Regionalpolitik zuständig. Während der Verhandlungen zur Ersten Erweiterung der Europäischen Gemeinschaft war Caspari von 1970 an stellvertretender Leiter der Delegation für die Beitritts- und Freihandelszoneverhandlungen. Von 1973 bis 1974 war er als Kabinettschef des Kommissars Finn Olav Gundelach zuständig für Binnenmarkt und Zollunion. 1974 wurde er stellvertretender Generaldirektor für Auswärtige Beziehungen, 1981 Generaldirektor für Wettbewerb (Anti-Trust, staatliche Beihilfen, staatliche Handelsmonopole). 1989 schied er aus der Europäischen Kommission aus.
Danach war er von 1990 bis 1993 Präsident der Internationalen Kommission zum Schutze des Rheins in Koblenz und von 1990 bis 1996 Non-executive Director bei der Hercules Inc. in Wilmington (USA). Von 1995 an war er zudem Präsident der Deutschen Sektion der Internationalen Vereinigung der ehemaligen Angehörigen der Europäischen Gemeinschaften.

## Ehrungen
- 1990: Großes Verdienstkreuz der Bundesrepublik Deutschland
- 1973: Kommandeur des Falkenordens
- 1973: Großes Silbernes Ehrenzeichen mit dem Stern für Verdienste um die Republik Österreich[1]